# Zlata Cuvaj
Zlata Cuvaj bila je hrvatska hazenašica. Igrala je za jugoslavensku reprezentaciju s kojom je osvojila zlatno odličje na SP-u u Londonu. Bila je kapetanica reprezentacije. Bila je članicom zagrebačke Concordije, a po drugim izvorima, igrala je za Marsoniju iz Slavonskog Broda.
 Radila je kao službenica.